# Lagan (Rusland)
Lagan (Russisch: Лагань) is een stad in het zuidoosten van de Russische autonome republiek Kalmukkië. Lagan ligt op 9 km van de Kaspische Zee en op 310 km van Elista. De stad werd gesticht in 1870 en verkreeg de stadsstatus in 1963. Tussen 1944 en 1991 werd de stad Kaspiejski (Russisch: Каспийский) genoemd.
| 1939  | 1959   | 1970   | 1979   | 1989   | 2002   |
| ----- | ------ | ------ | ------ | ------ | ------ |
| 8.600 | 10.900 | 13.900 | 14.400 | 15.824 | 14.345 |

Bestuurlijk centrum: Elista

Gorodovikovsk · Lagan